# Vladimir Chtcherbatchiov
Pour les articles homonymes, voir Chtcherbatchiov.
Vladimir Vladimirovitch Chtcherbachiov (écrit également comme Stscherbatscheff dans certaines éditions de musique européennes des années 1920) (en russe : Владимир Владимирович Щербачёв), né le 24 janvier 1889, à Varsovie, alors dans le royaume du Congrès et mort le 5 mars 1952, à Léningrad (RSFSR) est un compositeur et pédagogue russe de l'ère soviétique.

## Biographie
En 1906-1910 il a étudié à la faculté de droit et de Philologie de l'Institut de Saint-Pétersbourg, puis la musique jusqu'en 1914 au Conservatoire de Saint-Pétersbourg, dans la classe de composition de Maximilian Steinberg avec Anatoli Liadov et Jāzeps Vītols.
À la même époque, Chtcherbachiov a travaillé comme pianiste accompagnateur pour Serge de Diaghilev. Il a également pris des leçons avec IA Brovki (piano), Vassili Kalafati (harmonie), Nicolas Tcherepnine (solfège).
Mobilisé en 1914-1917, il a servi dans les unités arrière pendant la Première Guerre mondiale.
De 1918 à 1920, il a dirigé la partie musicale d'un théâtre ambulant. Dans les années 1918 à 1923, il est à la tête du département de musique du commissariat du peuple à l'Éducation. Dans les années 1921 à 1925 il était chercheur.
De 1923 à 1931, il a été conférencier et professeur de composition au conservatoire de Léningrad. En 1931 et 1932, il a été professeur au conservatoire d'État de Tbilissi. En 1944 Chtcherbatchiov retourne à Léningrad et y devient de nouveau professeur du conservatoire. En 1948, à l’époque du jdanovisme artistique, il en est expulsé pour son travail dit formaliste.
Parmi ses étudiants figurent Boris Arapov, Valerian Bogdanov-Berezovski, Revaz Gabitchvadzé, Vano Gokieli, Valeri Jelobinski, Alexandre Kamenski, Grigori Kiladzé, Iouri Kotchourov, Ievgueni Mravinski, Gavriil Popov, Venedikt Pouchkov, Mikhaïl Tchoulaki et Viktor Vorochilov.
Il est mort le 5 mars 1952 à Léningrad et repose au cimetière Volkovo.

## Œuvre
L’œuvre de Chtcherbachiov couvre des genres très divers. Parmi ses œuvres - l'opéra Anna Kolosova, 1939, la comédie musicale Capitaine tabac, 1943, des œuvres pour orchestre, pour piano, de la musique pour des jeux et pour des films. Il avait prévu d'écrire un opéra sur Ivan le Terrible. Son œuvre est aussi constituée de :
- cinq symphonies :
  - no 1 (1914),
  - no 2, dite « Blokovskaya », sur les poèmes d’Alexandre Blok (solistes et chœur, 1925),
  - no 3 (Symphonie-Suite, 1931),
  - no 4 (L’Usine d’Ijora, solistes et chœur, 1935),
  - et surtout no 5, dite la « Russe » (1948, 2de version en 1950) ;
- une nonette pour sept instruments, voix et danseur (1919) ;
- une suite pour quatuor à cordes (1939) et autres musiques de chambre ;
- deux sonates pour piano et autres œuvres pour piano ;
- diverses romances ;
- la musique des films :
  - L’Orage (d’après Alexandre Ostrovski, 1934), composée spécialement pour ce film,
  - Pierre le Grand (1937-1939),
  - Polkovodets Suvorov (1941) ;
- deux suites[5],[6],[7].